# ホモロゲーション
ホモロゲーション（フランス語: Homologation、英語: Homologation、ギリシア語: ὁμολογέω）とは、ギリシャ語のhomologeoから得られた専門用語で「承認」、「認証」という意味である。一般的には「公認」と訳される。

## モータースポーツ
動力輸送機の競技団体が規定する使用可能な機材の承認である。競技者が搭乗する輸送機の承認の意で用いられることが多いが、取り付ける安全装置や競技者の装身具などもその対象である。
自動車では、国際自動車連盟 (Fédération Internationale de l'Automobile = FIA) が競技に使用できる車両を個別に承認する。フォーミュラカーやプロトタイプレーシングカーのようなレース専用車の場合は、規則と合致しているか、一定の安全基準を満たしているかで公認の可否が決まるが、量産車両を用いる競技の場合はそれらに加え、最低生産数が設定されている。これは量産車・量産部品と呼べる資格のあるものであることを確認するためのものである。同一車種・部品が一定期間内に一定数以上生産されたことを製造者が申請する必要がある。そしてホモロゲーションを取得した後、仕様変更により承認書記載内容に合致しなくなる場合は変型 (variant) の追加承認を得なければ、変更後の車両を競技に使用することはできない。また製造者が改造部品を用意してこれが追加承認されれば、進化型 (evolution) として自由に使用できるようになる。承認の効力は、規則にもよるが量産終了したと判断される日から7〜8年が限度である。これが過ぎた車両は参加できなくなるか、もしくは特定のエントリー枠でしか出場できなくなる。
フォーミュラ1（F1）では、2014年から2016年にかけて、パワーユニット（エンジンとエネルギー回生ユニットをまとめた総称）の開発に一時「トークンシステム」を採用していた。ホモロゲーションを取得したパワーユニットに対し、仕様変更可能な部位と変更可能な回数に上限が定められ（変更のたびにトークンを消費する）、そのためパワーユニットの基本設計次第では、数年後までの優劣を決定してしまう場合もあった。